# Тимфи
Тимфи с алтернативни имена Папинго, Гамила и Врадето (на гръцки: Τύμφη, Πάπιγκο, Γκαμήλα, Βραδέτο) е планина в северната част на областна единица Янина, част от веригата Пинд.
В района на Тимфи се намира областта Загори. Върховете на Тимфи се издигат над 2400 m надморска височина. Планината е шеста по височина в Гърция и е с дължина 20 – 25 km от изток на запад, и ширина 15 km от север на юг. Тимфи дава речния приток Викос на Вьоса на север, която извира от североизточните склонове на планината.
Най-високия връх на планината Гамила се издига на 2497 m, а другите първенци попълват водещата тройка с 2480 m и 2466 m височина. В масива на Тимфи се намира Викоското дефиле, което е най-широкото дефиле в света със своите 12 km дължина, 1100 метра широчина и 900 метра дълбочина. През 2005 година тези физикогеографски данни са вписани в книгата на рекордите Гинес. Дефилето на реката Викос, ведно със сеседното на примещата я Вьоса, образуват националния парк на Гърция Викос-Аоос в северната част на Тимфи.